# Vlčice (kraj hradecki)
Vlčice – gmina na północy Czech w kraju kralovohradeckim w powiecie Trutnov, składająca się z gmin katastralnych Vlčice u Trutnova i Hrádeček.

## Hrádeček
Hrádeček jest osadą katastralną. Leży pod ruinami zamku Břecštejn z XIV w. (do 1950 Silberštejn (niem. Silberstein i tak też brzmiała wcześniej nazwa przysiółka).
Václav Havel kupił tu dom (nr 221) w drugiej połowie lat 60. XX w. W latach 1974–1975 pracował w pobliżu jako robotnik w  trutnovskim browarze. Ta praca zainspirowała go do napisania dramatu Audience (Audiencja, 1975), której bohater, również dysydent, pracuje w browarze.
W grudniu 1976 w Hrádečku Havel napisał deklarację Karty 77, ważnej inicjatywy opozycyjnej. 14 stycznia 1977 Vaclav Havel został aresztowany.
Dom, choć pierwotnie był domem letnim, stał się ulubionym miejscem pisarza, z którym ten czuł się mocno związany i gdzie spędzał większość roku. Tam też zmarł 18 grudnia 2011.